# Angela Trimbur
Angela Trimbur (Bucks County, 19 juli 1981) is een Amerikaanse actrice.

## Biografie
Trimbur doorliep de high school aan de Neshaminy High School in Langhorne waar zij in 1999 haar diploma haalde. Voordat zij naar de high school ging werd zij opgeleid door middel van thuisonderwijs en groeide op als Jehova's getuige, later verklaarde zij dat zij dit geloof niet meer beoefende.
Trimbur begon in 2003 met acteren in de televisieserie What Should You Do?, waarna zij nog meerdere rollen speelde in televisieseries en films.

## Filmografie

### Films
Uitgezonderd korte films.
- 2023 Dogleg - als Julia
- 2020 Have a Good Trip: Adventures in Psychedelics - als Panama Red
- 2020 Horse Girl - als Julie
- 2018 Hell Is Where the Home Is - als Sarah
- 2017 The Feels - als Lu
- 2017 Psychopaths - als Blondie
- 2017 Strangers - als Poppy
- 2017 XX - als Jess
- 2017 It Happened in L.A. - als Simone
- 2016 Laid in America - als Amber
- 2016 I Love You Both - als Randi
- 2015 E.S.L. - als Crystal
- 2015 The Final Girls - als Tina
- 2015 The Dramatics: A Comedy - als Black Box actrice
- 2013 The Kings of Summer - als gezichtsschilder
- 2012 A Green Story - als assistente van Barton
- 2012 How to Cheat on Your Wife - als Chastity
- 2011 Worst. Prom. Ever. - als Sharon Waltershied
- 2011 Our Footloose Remake - als Ariel Moore
- 2011 The Future - als receptioniste dansstudio
- 2010 Freak Dance - als Sassy
- 2009 The Harsh Life of Veronica Lambert - als Paige
- 2009 Halloween II - als Harley David
- 2008 Float - als Kristen
- 2007 Loaded - als Amy
- 2007 Brotherhood of Blood - als Carla
- 2007 You Are Here - als Sarah
- 2006 Any Night But Tonight - als Natalie Pierce

### Televisieseries
Uitgezonderd eenmalige gastrollen.
- 2022 Narcissa - als ?? - 4 afl.
- 2022 Search Party - als Elodie - 7 afl.
- 2021 Bad Vibes - als Nicole - 2 afl.
- 2016-2020 The Good Place - als Madison - 3 afl.
- 2017 One Mississippi - als Phoebe - 2 afl.
- 2015 CSI: Cyber - als Francine Krumitz - 3 afl.
- 2015 Major Lazer - als Penny Whitewall - 11 afl.
- 2014 Silicon Valley - als Langdon - ? afl.
- 2012-2013 First Dates with Toby Harris - als Morgan - 3 afl.
- 2012 Master and Pet - als Jackie - ? afl.
- 2010 Community: Office Hours - als Angela - miniserie
- 2010 Dirty Backs - als rechercheur Winton - miniserie
- 2009 The League - als vrouw van Andre - ? afl.
- 2009 Popzilla - als diverse stemmen - ? afl.

- Library of Congress Control Number: no2016119680
- Virtual International Authority File: 4946147425860545040000
- WorldCat: E39PBJyWRwVC3dG9JCvGKWM9Dq